# Éric Fottorino

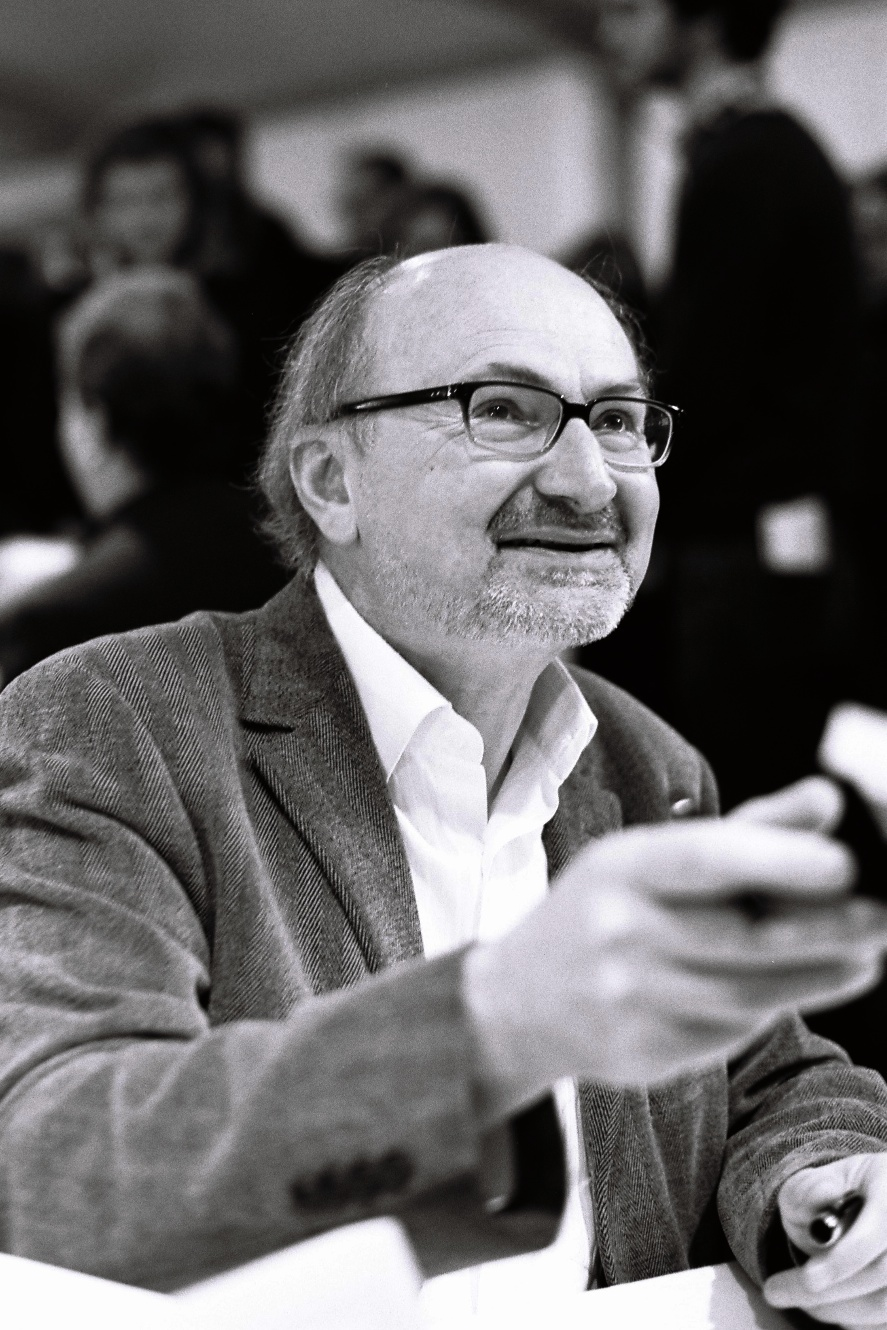
Éric Fottorino, 2011

Éric Bruno Fottorino (* 26. August 1960 in Nizza) ist ein französischer Journalist, Publizist und Schriftsteller. Er war 25 Jahre lang in verschiedenen Funktionen bei der Tageszeitung Le Monde tätig und danach Mitgründer der Wochenzeitung Le 1 (2014) und der vierteljährlichen Zeitschriften America (2017) und Zadig (2019).

## Jugend und Ausbildung
Éric Fottorino wurde als Kind der 16-jährigen Krankenschwester Monique Chabrerie und eines in Fès geborenen marokkanischen Juden geboren. Später heiratete seine Mutter den Physiotherapeuten Michel Fottorino, der ihm seinen Namen gab. Er verbrachte seine Kindheit in Bordeaux und studierte an der Juristischen Fakultät der Universitäten La Rochelle und Paris-Nanterre sowie anschließend am Institut d’études politiques de Paris, wo er 1983 promoviert wurde.

## Journalist

### Anfänge
1984 begann er als freier Journalist bei der Libération, bevor er sich dem Gründungsteam von La Tribune de l’énergie anschloss, wo er die Welt der Rohstoffe erkundete – ein Thema, das in der französischen Presse bislang noch wenig behandelt worden war und das er später in zahlreichen Wirtschaftszeitungen wie der La Vie française (heute La Vie financière) und in den Spalten von La Croix vertiefte, um dessen menschliche, soziale, geopolitische und mythische Dimension auszuloten. Dieses Thema inspirierte ihn auch zu seinem ersten Aufsatz, Le Festin de la terre, der 1988 veröffentlicht wurde.

### Laufbahn beiLe Monde
1986 trat er in die Redaktion der Tageszeitung Le Monde ein und behandelte zunächst die Dossiers Rohstoffe und Börse, dann Landwirtschaft. Danach war er für Fragen der Entwicklungsländer zuständig und verfasste zahlreiche Reportagen über Afrika, von dem von Hungersnot betroffenen Äthiopien bis zum Ende der Apartheid in Südafrika. Er reiste nach dem Fall der Berliner Mauer auch in die Länder Osteuropas (Russland, Polen, Ungarn) und wurde Sonderkorrespondent des Monde für mehrere Länder Lateinamerikas (Panama, Mexiko, Kolumbien). 1995 wurde er zum Chefreporter ernannt. Er führte wissenschaftliche Untersuchungen über die These von Jacques Benveniste vom „Gedächtnis des Wassers“ und zur Funktionsweise des menschlichen Gehirns durch. Er schrieb zahlreiche Porträts von François Mitterrand bis Éric Tabarly, darunter von Mobutu Sese Seko, Jane Birkin und Roland Dumas. Insgesamt erschienen in Le Monde etwa 2000 Artikel von Fottorino, von denen eine Auswahl in vier Bänden unter dem Titel Carte de presse bei Éditions Denoël veröffentlicht wurden („En Afrique“, „Partout sauf en Afrique“, „Mes Monstres sacrés“ und „J’ai vu les derniers paysans“). 1998 wurde er zum Chefredakteur und 2003 zum Kolumnisten der letzten Seite ernannt.
2005 wurde er mit der Gestaltung und Einführung eines neuen Formats für die Tageszeitung beauftragt und im März 2006 zum Direktor der Redaktion ernannt. Nach der Abwahl von Jean-Marie Colombani durch die Vertretung der Redaktion, die Société des rédacteurs du Monde (SRM), wurde er im Juni 2007 zum Direktor von Le Monde gewählt und war damit der 7. Direktor der Tageszeitung seit 1944.
Am 19. Dezember 2007 trat er zusammen mit den beiden anderen Mitgliedern der Geschäftsleitung des Groupe La Vie-Le Monde, Präsident Pierre Jeantet und Bruno Patino, nach finanziellen Meinungsverschiedenheiten mit der SRM von seinem Amt zurück. In einer Erklärung gegenüber France Inter beschuldigte er die SRM, „gleichzeitig Feuerwehr und Brandstifter zu spielen“, indem sie die Strategie der Gruppe in Frage stelle. Während Jeantet und Patino am 4. Januar 2008 ihren Rücktritt bestätigten, kam Éric Fottorino auf seinen Entscheid zurück. Am 5. Januar 2008 erklärte er im Leitartikel der Zeitung, dass er seinen Rücktritt zurücknehme, um die Krise nicht zu erweitern, und kandidierte mit der Zustimmung der SRM für das Amt des Direktionspräsidenten des Groupe La Vie-Le Monde, zunächst für eine Amtszeit von sechs Jahren. Die Unterstützung der SRM bewog ihn schließlich, eine volle Amtszeit zu beantragen, um zu verhindern, dass Aufsichtsratspräsident Alain Minc, der ebenfalls zum Rücktritt aufgefordert wurde, einen vorläufigen Direktionspräsidenten ernannte.
Nach einer ersten vorläufigen Ablehnung seiner Kandidatur am 14. Januar wurde er schließlich am 25. Januar 2008 zum Direktionspräsidenten gewählt und trat damit die Nachfolge von Pierre Jeantet an. Er zog später eine kritische Bilanz der Geschäftsführung von Le Monde unter Jean-Marie Colombani und Edwy Plenel. Colombani warf ihm in seiner Antwort vor, in dreieinhalb Jahren den „Bankrott“ der Zeitung herbeigeführt zu haben.
Obwohl er einer der Befürworter des vom Aufsichtsrat unterstützten Übernahmeangebots von Bergé-Niel-Pigasse an Le Monde war, wurde er am 15. Dezember 2010 vom Aufsichtsrat entlassen und musste sein Amt als Direktionspräsident an Louis Dreyfus abtreten, einen engen Mitarbeiter von Matthieu Pigasse. Kurz nach seiner Entlassung erklärte Fottorino: „Le Monde hat sich der Kohorte dieser renommierten Titel angeschlossen, deren Schicksal nun vom Kapital und vom guten Willen der Industrie- oder Finanzkapitäne abhängt.“ Éric Fottorino veröffentlichte 2012 die Geschichte seiner 25 Jahre bei der Abendzeitung in Mon tour du „Monde“ (Paris 2012, Éditions Gallimard, ISBN 978-2-07-013419-9).

### Weitere Laufbahn
Nach seiner Entlassung bei Le Monde gründete Éric Fottorino zusammen mit Laurent Greilsamer, Natalie Thiriez und Henry Hermand die Wochenzeitung Le 1. Am 9. April 2014 erschien die erste Ausgabe. Es ist eine innovative Publikation sowohl in der Form – ein einzelnes gefaltetes Blatt – wie inhaltlich: Le 1 behandelt nur ein einziges wichtiges aktuelles Thema aus der Sicht von Schriftstellern, Forschern, Experten und Künstlern. Es enthält keine Werbung und ist ausschließlich als „Leserzeitung“ gedacht. Im November 2015 lizenzierte Le 1 sein Konzept an die italienische Tageszeitung La Stampa.
Im März 2017 startete Fottorino mit François Busnel die vierteljährliche Zeitschrift America, die während der Präsidentschaft von Donald Trump verschiedene Sichtweisen zu den Vereinigten Staaten vermitteln sollte.
Gelegentlich nimmt er als Gast an der täglichen Sendung „C dans l’air“ auf dem öffentlich-rechtlichen Sender France 5 teil.
Seit Januar 2019 präsentiert er jeden Mittwoch um 22:30 Uhr auf France Info zusammen mit Émilie Tran Nguyen das Programm „Open 1“. Es wird in Zusammenarbeit mit der Wochenzeitung Le 1 produziert.

### Zadig
Im März 2019 lancierte Éric Fottorino, finanziert mit Crowdfunding, eine weitere Publikation, Zadig, eine werbefreie vierteljährliche Zeitschrift von fast 200 Seiten, die dem heutigen Frankreich gewidmet ist und Journalisten, Historiker und Schriftsteller zusammenbringt. Die erste Ausgabe enthielt Artikel der Historikerin Mona Ozouf, von Pierre Rosanvallon, Patrick Boucheron, dem Demographen Hervé Le Bras und eine Kurzgeschichte von Marie Darrieussecq, eine Kolumne von Leïla Slimani, Beiträge von Régis Jauffret und Christian Bobin und der Schriftstellerin Maylis de Kerangal. Le Figaro schrieb in seiner Rezension, dass „jede Ausgabe einen Aspekt Frankreichs beleuchtet, wie ihn Journalisten, Schriftsteller und Intellektuelle sehen“. Die Zeitschrift ist inspiriert von den erfolgreichen Erfahrungen von America und Le 1 und benötigte zwei Jahre für die Entwicklung. Das High-End-Magazin, das wie Le 1 von FGH Invest herausgegeben wird, zielt auf 25.000 bis 35.000 Exemplare ab, um die Gewinnschwelle zu erreichen. Die Präsentation ist sehr grafisch orientiert mit Illustrationen von Catherine Meurisse, Mathieu Sapin oder Nicolas Vial.

## Schriftsteller
Éric Fottorino hat sich auch einen Namen als Schriftsteller und Essayist gemacht. Seit der Veröffentlichung seines ersten Romans, Rochelle (1991), hat er bis heute (Anfang 2021) zehn Romane veröffentlicht. Für seine Arbeiten erhielt er mehrere Preise, darunter den Prix Europe 1 und den Prix Culture et Bibliothèques pour tous für Un territoire fragile (2000), den Prix François-Mauriac der Académie française (jährlicher Literaturpreis seit 1994) für Caresse de rouge (2004), den Prix des Libraires für Korsakov (2005), den Prix Femina für Baisers de cinéma (2007) und den Grand Prix des lectrices de Elle für L’homme qui m’aimait tout bas (2010). Korsakov und Baisers de cinéma gelten als seine Hauptwerke.
Seine großen Reportagen haben ihn zu fiktionalen Texten inspiriert wie Cœur d’Afrique (1998, Prix Amerigo-Vespucci) oder Nordeste (2008; beide bei Éditions Stock). Die meisten seiner Arbeiten stellen jedoch die Suche nach den Wurzeln und der Identität fragiler Charaktere, die sich ein Leben aufbauen wollen, in den Mittelpunkt. Die Kindheit ist für ihn eine unablässig sprudelnde Inspirationsquelle, die von den großen Fragen des Lebens, den Lügen und den Unzulänglichkeiten der Erwachsenen geprägt ist. Seinem Pflegevater Michel Fottorino, als Kind von einem Pied-noir aus Tunesien adoptiert, widmete er die Geschichte L’Homme qui m’aimait tout bas (2009, bei Gallimard). Michel Fottorino und er selbst, Éric Fottorino, Sohn eines in Fès geborenen marokkanischen Juden, der eine Physiotherapeut, der andere in den Erzählungen Gynäkologe oder Neurologe, inspirierten ihn zu seinem Roman Korsakov (2004, bei Gallimard) und zu seinen Geschichten Questions à mon père (2010, bei Gallimard) sowie Le Marcheur de Fès (2013, bei Calmann-Lévy; 2014, bei Gallimard, Reihe Folio). Die Kindheit und ihre Verwundungen sind auch in Romanen wie Caresse de rouge (2004), Le Dos crawlé (2010) oder Chevrotine (2014; alle bei Gallimard) sehr präsent. Im Roman Baisers de cinéma (2007, bei Gallimard) geht es um die Suche des Protagonisten nach seiner unbekannten Mutter. Später schrieb er Dix-sept ans (2018, bei Gallimard), mit ebendieser Mutter, Lina Labrie.

## Lehrer
Von 1992 bis 1995 lehrte Éric Fottorino am Institut d’études politiques de Paris.

## Radsportbegeisterter
Fottorino betrieb als Radsportbegeisterter diese Sportart als Amateur zwischen 1975 und 1980. Noch als über Vierzigjähriger nahm er 2001 mit einer Spezialbewilligung der Organisatoren und der Union Cycliste Internationale am Grand Prix Midi Libre teil, einem über mehrere Etappen führenden Radrennen in mittlerem Gebirge (damals vom Groupe Le Monde organisiert). Von diesem Rennen erzählt er in seinen Büchern Je pars demain (2001, Prix Louis-Nucéra) und Petit éloge de la bicyclette (2007).
Er hat mehrere Werke über die Tour de France geschrieben, darunter (mit Jacques Augendre) La France vue du Tour (2006, bei Éditions Solar, Prix Antoine-Blondin) und Petit éloge du Tour de France (2013, bei Gallimard, Reihe Folio).
Bei der 100. Tour de France 2013 war er Mitglied des Teams „Tour de Fête“ und absolvierte einen Tag vor den Profis alle Etappen der „Grande Boucle“.
Bei der Tour de France von 2015 und 2016 schloss er sich den Kommentatoren von France 2 an, als Nachfolger von Jean-Paul Ollivier, der in den Ruhestand getreten war. Er arbeitete mit Thierry Adam und Laurent Jalabert zusammen, um die Leistungen der Fahrer in eine historische Perspektive zu rücken und das touristische und natürliche Erbe der von der Tour de France berücksichtigten Regionen zu fördern. Nach der Tagesetappe trat er jeweils im Programm „Vélo Club“ von Gérard Holtz auf. Da er sich wieder anderen Aktivitäten widmen wollte, wurde er 2017 durch Franck Ferrand ersetzt.

## Ehrungen
- 1998 Prix Amerigo-Vespucci für Cœur d’Afrique
- 2000 Prix Europe 1 und Prix Culture et Bibliothèques pour tous für Un territoire fragile
- 2001 Prix Louis-Nucéra für Je pars demain
- 2001 Karrierepreis der Vereinigung der Sportjournalisten[34]
- 2004 Prix du Roman France Télévisions und (2005) Prix des Libraires, Prix Nice-Baie-des-Anges sowie Prix Marguerite-Puhl-Demange für Korsakov
- 2004 Prix François-Mauriac für Caresse du rouge
- 2006 Prix Antoine-Blondin für La France vue du Tour
- 2007 Prix Femina für Baisers de cinéma
- 2010 Grand Prix des lectrices de Elle für L’homme qui m’aimait tout bas
- 2013 Prix du Livre Européen et Méditerranéen
- 2013 Prix des Mouettes für Suite à un accident grave de voyageur
- 2019 Prix de la Mémoire longue für Dix-sept ans (im Rahmen des Printemps proustien im Département Eure-et-Loir)
- 2022 Prix Marcel Aymé für Mohican[35]

## Werke
- Le Festin de la terre, 1988
- La France en friche, 1989
- Rochelle, 1991
- Besoin d’Afrique, 1992
- L’Homme de terre, 1993
- Les Éphémères, 1994
- Aventures industrielles, 1996
- Cœur d’Afrique, 1998 (Prix Amerigo-Vespucci[1])
- Nordeste, 1999
- Un territoire fragile, 2000 (Prix Europe 1 und Prix Culture et Bibliothèques pour tous)
- Je pars demain, 2001 (Prix Louis-Nucéra)
- C’est mon tour, 2003
- Caresse de rouge, 2004 (Prix François-Mauriac der Académie française)
- Korsakov, 2004 (Prix France Télévisions,[1] Prix des Libraires, Prix Nice-Baie-des-Anges sowie Prix Marguerite-Puhl-Demange)
- Le Tiers sauvage, 2005
- Lire tue, 2005 (mit Nicolas Vial)
- La France vue du Tour, 2006 (mit Jacques Augendre; Vorwort: Jean-Marie Leblanc; Prix Antoine-Blondin)
- Baisers de cinéma, 2007 (Prix Femina[1])
- Petit éloge de la bicyclette, 2007
- L’Homme qui m’aimait tout bas, 2009 (Grand Prix des lectrices de Elle)
- Questions à mon père, 2010
- Paris Plages: De 1900 à aujourd’hui, 2010
- Femmes éternelles, 2011 (mit Olivier Martel)
- Le Dos crawlé, 2011
- Mon tour du „Monde“, 2012
- Berbères, 2012
- Le Marcheur de Fès, 2013
- Suite à un accident grave de voyageur, 2013 (Prix des Mouettes)
- Petit éloge du Tour de France, 2013
- Chevrotine, 2014
- En Afrique, 2014
- Partout sauf en Afrique, 2014
- Fils de Berbères (durchgesehene und erweiterte Version von Berbères, 2012), 2014
- Qui est Daech? Comprendre le nouveau terrorisme, 2015 (Hrsg., mit u. a. Edgar Morin, Tahar Ben Jelloun, Régis Debray, Michel Onfray, Laurent Greilsamer, Dominique Schnapper, Henry Laurens, Jean-Christophe Rufin, Gilles Kepel, Leïla Slimani, Olivier Weber, Robert Solé)
- J’ai vu la fin des paysans, 2015
- Trois jours, 2016 (mit Norman Jail)
- Pourquoi Trump, 2017
- Macron par Macron, 2017
- Dix-sept ans, 2018[36][37] (Prix de la Mémoire longue)
- Romain Gary, le visionnaire, 2019 (mit Olivier Weber, Mireille Sacotte, François-Henri Désérable und Julien Bisson)
- Le temps suspendu, 2020 (mit Nicolas Vial)
- Marina A., 2021

## Familie
Éric Fottorino hat vier Töchter, darunter Elsa Fottorino, Schriftstellerin und Chefredakteurin der Musikzeitschrift Pianiste.